# ماه‌گرفتگی ژانویه ۲۰۱۹
| ماه‌گرفتگی کلی ژانویه ۲۰۱۹ (۱ بهمن ۱۳۹۷خ)                                        | ماه‌گرفتگی کلی ژانویه ۲۰۱۹ (۱ بهمن ۱۳۹۷خ) |
| ------------------------------------------------------------------------------- | ---------------------------------------- |
| گرفت رو به بالا (شمال) ماه از سمت غرب به شرق (راست به چپ) سایه زمین عبور می‌کند. |                                          |
| ساروس                                                                           | ۱۳۴ (۲۷ از ۷۳)                           |
| گاما                                                                            | +۰٫۳۶۸۴                                  |
| مدت گرفت (h:m:s)                                                                |                                          |
| گرفت کامل                                                                       | ۱:۰۱:۵۹                                  |
| گرفت جزئی                                                                       | ۳:۱۶:۴۵                                  |
| کل گرفت                                                                         | ۵:۱۱:۳۰                                  |
| زمان به ساعت جهانی (UTC)                                                        |                                          |
| آغاز گرفت نیم‌سایه                                                               | ۲:۳۶:۳۰                                  |
| آغاز گرفت جزئی                                                                  | ۳:۳۳:۵۴                                  |
| آغاز گرفت کلی                                                                   | ۴:۴۱:۱۷                                  |
| اوج گرفتگی                                                                      | ۵:۱۲:۱۶                                  |
| پایان گرفت کلی                                                                  | ۵:۴۳:۱۶                                  |
| پایان گرفت جزئی                                                                 | ۶:۵۰:۳۹                                  |
| پایان گرفت نیم‌سایه                                                              | ۷:۴۸:۰۰                                  |

ماه‌گرفتگی ۲۱ ژانویه ۲۰۱۹ (۱ بهمن ۱۳۹۷)، یک ماه‌گرفتگی کلی بود که در تمام جهان، از جمله ایران (بجز بخش‌هایی از آسیای غربی، شرق آفریقا، شرق و شمال شرق آسیا، اقیانوسیه و تقریباً تمام جنوبگان) قابل رویت بود.
این ماه‌گرفتگی کلی در تاریخ ۱ بهمن ۱۳۹۷ روی داد. گرفت کامل آن ۱:۰۱:۵۹ طول کشید.

## رؤیت‌پذیری
این گرفت در شمال غرب آفریقا، اروپا و آمریکا قابل مشاهده بود.
| نمای زمین از کره ماه هنگام اوج این گرفتگی |
| نقشه رؤیت‌پذیری                            |